# Gilani-Pour Abolfazl
Gilani-Pour Abolfazl, né le 20 octobre 1989 est un coureur cycliste professionnel iranien.

## Palmarès
- 2008
  - Prologue et 3e étape du Taftan Tour

## Classements mondiaux
| Année         | 2008 |
| ------------- | ---- |
| UCI Asia Tour | 78e  |